# Чемпионат России по волейболу среди мужчин
Чемпионат России по волейболу среди мужских команд — ежегодное соревнование волейбольных клубов, организуемое Всероссийской федерацией волейбола. Проводится с 1992 года.
Действующим победителем является казанский «Зенит».

## История
Первый чемпионат России по волейболу прошёл в рекордно короткие сроки — с 20 по 27 марта 1992 года в универсальном спортивном зале ЦСКА семь российских клубов, выступавших параллельно в Открытом чемпионате СНГ, провели однокруговой турнир с целью выявления четырёх команд-участников еврокубков будущего сезона.
В сезоне 1992/1993 годов был разыгран первый полноформатный чемпионат России, в котором 12 команд высшей лиги разыгрывали медали, а также были проведены соревнования коллективов первой и второй лиг. Впоследствии система проведения турнира неоднократно менялась. С сезона 1995/96 годов 8 сильнейших клубов России были объединены в Суперлигу, а общее количество дивизионов увеличено до четырёх. С этого же сезона в Суперлиге на регулярной основе стали проводиться суперфинальные серии за золотые и бронзовые медали.
В седьмом и восьмом чемпионатах России в элитном дивизионе, названном суперлигой «А», играли только 6 клубов, что было связано с нехваткой в стране классных мастеров — большое число российских волейболистов выступали в зарубежных лигах, а случаи приглашения иностранцев оставались крайне редкими. Тем не менее с сезона 1999/2000 годов к участию в Суперлиге было допущено 12 команд и с тех пор это количество не уменьшалось.
Победителем первых двух чемпионатов России был «Автомобилист» из Санкт-Петербурга, а в 1994—1996 годах золото завоёвывали волейболисты ЦСКА. Затем на ведущие роли в России вышли провинциальные клубы: «Белогорье-Динамо» и УЭМ-«Изумруд» разыгрывали звание чемпиона в суперфинальных сериях четыре года подряд. В начале XXI века вновь заявили о себе московские коллективы: молодая команда МГТУ-«Лужники» выиграла золото в сезоне-2000/2001, в следующем году возрождённое «Динамо» сходу завоевало бронзу.
К этому времени в Россию из-за рубежа стали активно возвращаться сильнейшие отечественные волейболисты, а кроме того, клубы получили возможность приглашать в свои составы иностранных игроков высокого класса (в 2005 году количество и уровень мастерства легионеров были уже столь высоки, что оказалось возможным проведение первого в истории волейбольного Матча звёзд между сборной России и командой легионеров). Была упорядочена формула проведения турнира в Суперлиге — от распространённой ранее туровой системы и спаренных матчей пришли к разъездному календарю и полноформатному плей-офф. О возросшем уровне национального чемпионата свидетельствовали две победы (в 2003 и 2004 годах) «Локомотива-Белогорья» в Лиге чемпионов и регулярные участия в «Финалах четырёх» еврокубков других ведущих российских клубов.
Кульминацией чемпионатов России 2004—2006 годов являлись суперфинальные серии между «Локомотивом-Белогорьем» и столичным «Динамо», а в 2007 году чемпионский титул впервые достался казанскому «Динамо», в кратчайшие сроки ворвавшемуся в элиту российского и европейского волейбола. С 2009 года казанская команда, сменившая годом ранее название на «Зенит», завоевала четыре чемпионских титула подряд, повторив соответствующий рекорд «Белогорья», но белгородцы прервали победную серию дружины Владимира Алекно, выиграв в 2013 году своё восьмое золото.
Три чемпионата, начиная с сезона-2011/12, имели статус открытых в связи с участием в них представителей Украины (харьковского «Локомотива») и Беларуси (минского «Строителя» и солигорского «Шахтёра»). В сезоне-2013/14 харьковский «Локомотив» снялся с турнира по ходу предварительного этапа из-за политической ситуации на Украине. В мае 2013 года на совещании представителей клубов были приняты дополнения в регламент турнира об обязательном использовании системы видеоповторов на всех матчах чемпионата Суперлиги и проведении игр плей-офф во дворцах спорта вместимостью трибун не менее 3000 зрителей.
В 1996—2015 годах лучший игрок чемпионата России по версии газеты «Спорт-Экспресс» награждался Призом Андрея Кузнецова. Четыре раза награда присуждалась Сергею Тетюхину, дважды — Игорю Шулепову и Александру Герасимову.
В 2016 году «Зенит» досрочно стал победителем чемпионата, проводившегося в два круга без плей-офф, и сравнялся с «Белогорьем» по количеству титулов, а в 2017-м, пройдя весь турнир без единого поражения, завоевал своё девятое золото. С 5 декабря 2015 по 18 ноября 2017 года казанцы провели рекордную серию из 64 выигранных матчей подряд, которую удалось прервать дебютантам-одноклубникам из Санкт-Петербурга. В сезоне-2018/19 чемпионом России впервые стал кемеровский «Кузбасс».
В 2020 году национальный чемпионат завершился досрочно по причине распространения COVID-19: не состоялся ряд матчей плей-офф, «Финал шести» и плей-аут. Решением Всероссийской федерации волейбола чемпион страны определился по итогам регулярного первенства, в котором впервые в истории победил новосибирский «Локомотив».

## Призёры
| №      | Год       | 1-е место                        | 2-е место                        | 3-е место                        |
| ------ | --------- | -------------------------------- | -------------------------------- | -------------------------------- |
| I      | 1992      | «Автомобилист» (Санкт-Петербург) | МГТУ (Москва)                    | «Динамо» (Московская область)    |
| II     | 1992/1993 | «Автомобилист» (Санкт-Петербург) | ЦСКА (Москва)                    | «Динамо» (Московская область)    |
| III    | 1993/1994 | ЦСКА (Москва)                    | «Искра» (Одинцово)               | «Самотлор» (Нижневартовск)       |
| IV     | 1994/1995 | ЦСКА (Москва)                    | «Локомотив» (Белгород)           | «Автомобилист» (Санкт-Петербург) |
| V      | 1995/1996 | ЦСКА (Москва)                    | «Белогорье» (Белгород)           | «Самотлор» (Нижневартовск)       |
| VI     | 1996/1997 | «Белогорье-Динамо» (Белгород)    | УЭМ-«Изумруд» (Екатеринбург)     | ЦСКА (Москва)                    |
| VII    | 1997/1998 | «Белогорье-Динамо» (Белгород)    | УЭМ-«Изумруд» (Екатеринбург)     | ЦСКА (Москва)                    |
| VIII   | 1998/1999 | УЭМ-«Изумруд» (Екатеринбург)     | «Белогорье-Динамо» (Белгород)    | «Искра»-РВСН (Одинцово)          |
| IX     | 1999/2000 | «Белогорье-Динамо» (Белгород)    | УЭМ-«Изумруд» (Екатеринбург)     | «Искра»-РВСН (Одинцово)          |
| X      | 2000/2001 | МГТУ-«Лужники» (Москва)          | УЭМ-«Изумруд» (Екатеринбург)     | «Искра»-РВСН (Одинцово)          |
| XI     | 2001/2002 | «Локомотив-Белогорье» (Белгород) | МГТУ-«Лужники» (Москва)          | «Динамо-МГФСО-Олимп» (Москва)    |
| XII    | 2002/2003 | «Локомотив-Белогорье» (Белгород) | «Искра» (Одинцово)               | УЭМ-«Изумруд» (Екатеринбург)     |
| XIII   | 2003/2004 | «Локомотив-Белогорье» (Белгород) | «Динамо» (Москва)                | «Динамо» (Казань)                |
| XIV    | 2004/2005 | «Локомотив-Белогорье» (Белгород) | «Динамо» (Москва)                | «Динамо-Таттрансгаз» (Казань)    |
| XV     | 2005/2006 | «Динамо» (Москва)                | «Локомотив-Белогорье» (Белгород) | «Искра» (Одинцово)               |
| XVI    | 2006/2007 | «Динамо-Таттрансгаз» (Казань)    | «Динамо» (Москва)                | «Искра» (Одинцово)               |
| XVII   | 2007/2008 | «Динамо» (Москва)                | «Искра» (Одинцово)               | «Динамо-Таттрансгаз» (Казань)    |
| XVIII  | 2008/2009 | «Зенит» (Казань)                 | «Искра» (Одинцово)               | «Факел» (Новый Уренгой)          |
| XIX    | 2009/2010 | «Зенит» (Казань)                 | «Локомотив-Белогорье» (Белгород) | «Динамо» (Москва)                |
| XX     | 2010/2011 | «Зенит» (Казань)                 | «Динамо» (Москва)                | «Локомотив-Белогорье» (Белгород) |
| XXI    | 2011/2012 | «Зенит» (Казань)                 | «Динамо» (Москва)                | «Искра» (Одинцово)               |
| XXII   | 2012/2013 | «Белогорье» (Белгород)           | «Урал» (Уфа)                     | «Зенит» (Казань)                 |
| XXIII  | 2013/2014 | «Зенит» (Казань)                 | «Локомотив» (Новосибирск)        | «Белогорье» (Белгород)           |
| XXIV   | 2014/2015 | «Зенит» (Казань)                 | «Белогорье» (Белгород)           | «Динамо» (Москва)                |
| XXV    | 2015/2016 | «Зенит» (Казань)                 | «Динамо» (Москва)                | «Белогорье» (Белгород)           |
| XXVI   | 2016/2017 | «Зенит» (Казань)                 | «Динамо» (Москва)                | «Локомотив» (Новосибирск)        |
| XXVII  | 2017/2018 | «Зенит» (Казань)                 | «Зенит» (Санкт-Петербург)        | «Динамо» (Москва)                |
| XXVIII | 2018/2019 | «Кузбасс» (Кемерово)             | «Зенит» (Казань)                 | «Факел» (Новый Уренгой)          |
| XXIX   | 2019/2020 | «Локомотив» (Новосибирск)        | «Зенит» (Казань)                 | «Кузбасс» (Кемерово)             |
| XXX    | 2020/2021 | «Динамо» (Москва)                | «Зенит» (Санкт-Петербург)        | «Локомотив» (Новосибирск)        |
| XXXI   | 2021/2022 | «Динамо» (Москва)                | «Локомотив» (Новосибирск)        | «Зенит» (Казань)                 |
| XXXII  | 2022/2023 | «Зенит» (Казань)                 | «Динамо» (Москва)                | «Локомотив» (Новосибирск)        |
| XXXIII | 2023/2024 | «Зенит» (Казань)                 | «Динамо» (Москва)                | «Белогорье» (Белгород)           |
| XXXIV  | 2024/2025 | «Зенит» (Казань)                 | «Зенит» (Санкт-Петербург)        | «Белогорье» (Белгород)           |

## Медальная таблица
| Клуб                      | Золото | Серебро | Бронза |
| ------------------------- | ------ | ------- | ------ |
| «Зенит» (Казань)          | 13     | 2       | 5      |
| «Белогорье»               | 8      | 6       | 5      |
| «Динамо» (Москва)         | 4      | 9       | 6      |
| ЦСКА                      | 3      | 1       | 2      |
| «Автомобилист»            | 2      |         | 1      |
| «Локомотив-Изумруд»       | 1      | 4       | 1      |
| «Локомотив» (Новосибирск) | 1      | 2       | 3      |
| МГТУ                      | 1      | 2       |        |
| «Кузбасс»                 | 1      |         | 1      |
| «Искра»                   |        | 4       | 6      |
| «Зенит» (Санкт-Петербург) |        | 3       |        |
| «Урал»                    |        | 1       |        |
| «Югра-Самотлор»           |        |         | 2      |
| «Факел»                   |        |         | 2      |

## Самые титулованные игроки
| Титулы | Волейболист       | Клубы                                                        | Сезоны                                                                |
| ------ | ----------------- | ------------------------------------------------------------ | --------------------------------------------------------------------- |
| 10     | Максим Михайлов   | «Зенит» Кз                                                   | 2010/11, 2011/12, 2013/14—2017/18, 2022/23—2024/25                    |
| 10     | Сергей Тетюхин    | «Белогорье», «Зенит» Кз                                      | 1996/97, 1997/98, 2001/02—2004/05, 2006/07, 2009/10, 2010/11, 2012/13 |
| 8      | Владислав Бабичев | «Зенит» Кз                                                   | 2006/07, 2008/09—2011/12, 2013/14—2015/16                             |
| 8      | Александр Косарев | «Белогорье», «Динамо-Таттрансгаз»                            | 1997/98, 1999/00, 2001/02—2004/05, 2006/07, 2012/13                   |
| 7      | Алексей Вербов    | «Локомотив-Белогорье», «Зенит» Кз                            | 2003/04, 2009/10, 2013/14—2017/18                                     |
| 7      | Андрей Егорчев    | УЭМ-«Изумруд», «Локомотив-Белогорье», «Динамо» М, «Зенит» Кз | 1998/99, 2001/02—2003/04, 2005/06, 2006/07, 2010/11                   |
| 7      | Алексей Кулешов   | «Локомотив-Белогорье», «Динамо» М, «Зенит» Кз                | 1997/98, 1999/00, 2001/02—2003/04, 2005/06, 2015/16                   |
| 7      | Вадим Хамутцких   | «Локомотив-Белогорье», «Динамо-Таттрансгаз»                  | 1996/97, 1997/98, 2001/02—2004/05, 2006/07                            |
| 6      | Николай Апаликов  | «Зенит» Кз                                                   | 2008/09—2011/12, 2013/14, 2014/15                                     |
| 6      | Александр Волков  | «Динамо» М, «Зенит» Кз                                       | 2005/06, 2007/08, 2011/12, 2013/14, 2014/15, 2022/23                  |
| 6      | Игорь Кобзарь     | «Белогорье», «Зенит» Кз, «Кузбасс»                           | 2012/13—2016/17, 2018/19                                              |
| 5      | Артём Вольвич     | «Зенит» Кз                                                   | 2016/17, 2017/18, 2022/23—2024/25                                     |
| 5      | Александр Гуцалюк | «Зенит» Кз                                                   | 2011/12, 2014/15—2017/18                                              |
| 5      | Иван Демаков      | «Зенит» Кз, «Кузбасс»                                        | 2011/12, 2013/14, 2015/16, 2016/17, 2018/19                           |
| 5      | Александр Корнеев | «Локомотив-Белогорье», «Динамо» М, «Зенит» Кз                | 1999/00, 2001/02, 2005/06, 2007/08, 2008/09                           |
| 5      | Евгений Сивожелез | «Зенит» Кз                                                   | 2011/12, 2013/14—2016/17                                              |

Блокирующий Андрей Егорчев — единственный волейболист, побеждавший в чемпионатах России с четырьмя разными клубами. В составе трёх команд чемпионами России становились Павел Зайцев, Игорь Кобзарь, Александр Корнеев, Алексей Кулешов и Артём Ермаков.
У Романа Яковлева промежуток между двумя победами в российских первенствах составляет рекордно долгие 16 лет — в сезоне-1997/98 он стал чемпионом в составе «Белогорья-Динамо», а в сезоне-2013/14 — в составе «Зенита».

## Тренеры — чемпионы России
| Титулы | Тренер              | Клубы                  | Сезоны                                              |
| ------ | ------------------- | ---------------------- | --------------------------------------------------- |
| 10     | Владимир Алекно     | «Динамо» М, «Зенит» Кз | 2005/06, 2008/09—2011/12, 2013/14—2017/18           |
| 8      | Геннадий Шипулин    | «Белогорье»            | 1996/97, 1997/98, 1999/00, 2001/02—2004/05, 2012/13 |
| 3      | Олег Молибога       | ЦСКА                   | 1993/94—1995/96                                     |
| 3      | Алексей Вербов      | «Зенит» Кз             | 2022/23—2024/25                                     |
| 2      | Зиновий Чёрный      | «Автомобилист»         | 1992, 1992/93                                       |
| 2      | Константин Брянский | «Динамо» М             | 2020/21, 2021/22                                    |
| 1      | Валерий Алфёров     | УЭМ-«Изумруд»          | 1998/99                                             |
| 1      | Юрий Нечушкин       | МГТУ-«Лужники»         | 2000/01                                             |
| 1      | Виктор Сидельников  | «Динамо-Таттрансгаз»   | 2006/07                                             |
| 1      | Даниэле Баньоли     | «Динамо» М             | 2007/08                                             |
| 1      | Туомас Саммелвуо    | «Кузбасс»              | 2018/19                                             |
| 1      | Пламен Константинов | «Локомотив»            | 2019/20                                             |

## Самые результативные игроки
В списке приведены сведения о самых результативных игроках чемпионатов Суперлиги с учётом всех этапов турнира, начиная с сезона-2005/06 (ранее полноценная статистика в чемпионатах не велась).
- 2005/06.  Александр Герасимов («Локомотив-Изумруд»)
- 2006/07.  Евгений Матковский («Прикамье») — 437 очков (22 матча)
- 2007/08.  Максим Михайлов («Ярославич») — 449 (22)
- 2008/09.  Максим Михайлов («Ярославич») — 608 (28)
- 2009/10.  Максим Михайлов («Ярославич») — 666 (25)
- 2010/11.  Василий Носенко («Газпром-Югра») — 601 (33)
- 2011/12.  Павел Мороз («Кузбасс») — 568 (28)
- 2012/13.  Дмитрий Мусэрский («Белогорье») — 574 (36)
- 2013/14.  Николай Павлов («Губерния») — 528 (28)
- 2014/15.  Ян Штокр («Динамо» Краснодар) — 594 (30)
- 2015/16.  Константин Бакун («Газпром-Югра») — 578 (26)
- 2016/17.  Александр Чефранов («Газпром-Югра») — 515 (29)
- 2017/18.  Павел Круглов («Динамо» Москва) — 598 (32)
- 2018/19.  Виктор Полетаев («Кузбасс») — 630 (32)
- 2019/20.  Мацей Музай («Газпром-Югра») — 460 (20)
- 2020/21.  Дмитрий Волков («Факел») — 553 (31)
- 2021/22.  Владислав Бабкевич («Факел») — 554 (28)
- 2022/23.  Мохаммед Аль-Хачдади («Белогорье») — 735 (42)
- 2023/24.  Владислав Бабкевич («Факел», «Зенит» СПб) — 656 (31)
- 2024/25.  Владислав Бабкевич («Зенит» СПб) — 690 (37)

## Участники и система соревнований
В разные годы за звание чемпиона страны боролись от 6 до 16 клубов, входивших в высшую лигу (1992—1994/95), Суперлигу (1995/96—1996/97, с 1999/2000 годов), суперлигу «А» (1997/98—1998/99) российского волейбола.
В таблице показаны сведения об участниках сильнейшего дивизиона за 34 сезона. Полужирным шрифтом выделены команды-участницы чемпионата Суперлиги-2024/25.
| Клуб                             | Сезоны                                                                           | И    | В   | П   | %В   | Высшее достижение                                                |
| -------------------------------- | -------------------------------------------------------------------------------- | ---- | --- | --- | ---- | ---------------------------------------------------------------- |
| Белогорье (Белгород)             | 33 (1992/93 — н.в.)                                                              | 1071 | 750 | 321 | 70,0 | 1-е (1996/97, 1997/98, 1999/00, 2001/02—2004/05, 2012/13)        |
| Динамо-Урал (Уфа)                | 29 (1996/97 — н.в.)                                                              | 904  | 377 | 527 | 41,7 | 2-е (2012/13)                                                    |
| Динамо (Москва)                  | 27 (1992—1993/94, 2001/02 — н.в.)                                                | 827  | 587 | 240 | 71,0 | 1-е (2005/06, 2007/08, 2020/21, 2021/22)                         |
| Югра-Самотлор (Нижневартовск)    | 24 (1992—1996/97, 1998/99—2003/04, 2007/08—2008/09, 2014/15—2023/24)             | 705  | 258 | 447 | 36,6 | 3-е (1993/94, 1995/96)                                           |
| Локомотив (Новосибирск)          | 24 (1992—1994/95, 2004/05, 2006/07 — н.в.)                                       | 688  | 420 | 268 | 61,0 | 1-е (2019/20)                                                    |
| Газпром-Югра (Сургут)            | 23 (2002/03 — н.в.)                                                              | 682  | 269 | 413 | 39,4 | 4-е (2014/15, 2015/16)                                           |
| Зенит (Казань)                   | 22 (2003/04 — н.в.)                                                              | 681  | 556 | 125 | 81,6 | 1-е (2006/07, 2008/09—2011/12, 2013/14—2017/18, 2022/23—2024/25) |
| Искра (Одинцово)                 | 22 (1992—2012/13)                                                                | 663  | 403 | 260 | 60,8 | 2-е (1993/94, 2002/03, 2007/08, 2008/09)                         |
| Факел-Ямал (Новый Уренгой)       | 21 (2004/05 — н.в.)                                                              | 626  | 330 | 296 | 52,7 | 3-е (2008/09, 2018/19)                                           |
| Локомотив-Изумруд (Екатеринбург) | 18 (1992/93—2007/08, 2009/10, 2011/12)                                           | 580  | 339 | 241 | 58,4 | 1-е (1998/99)                                                    |
| Ярославич (Ярославль)            | 16 (1999/00—2005/06, 2007/08—2013/14, 2017/18—2018/19)                           | 527  | 195 | 332 | 37,0 | 4-е (1999/00, 2000/01)                                           |
| Нова (Новокуйбышевск)            | 15 (1999/00, 2001/02, 2003/04—2006/07, 2008/09, 2015/16—2019/20, 2022/23 — н.в.) | 471  | 148 | 323 | 31,4 | 7-е (2004/05)                                                    |
| Кузбасс (Кемерово)               | 15 (2010/11 — н. в.)                                                             | 459  | 252 | 207 | 54,9 | 1-е (2018/19)                                                    |
| Автомобилист (Санкт-Петербург)   | 14 (1992—1997/98, 1999/00—2004/05, 2011/12)                                      | 439  | 180 | 259 | 41,0 | 1-е (1992, 1992/93)                                              |
| Енисей (Красноярск)              | 12 (1999/00—2000/01, 2015/16 — н.в.)                                             | 375  | 146 | 229 | 38,9 | 7-е (2015/16, 2019/20)                                           |
| МГТУ (Москва)                    | 11 (1992—1994/95, 1999/00—2004/05)                                               | 351  | 166 | 185 | 47,3 | 1-е (2000/01)                                                    |
| Оренбуржье (Оренбург)            | 10 (2000/01—2001/02, 2014/15—2016/17, 2020/21 — н.в.)                            | 338  | 86  | 252 | 25,4 | 10-е (2000/01)                                                   |
| Прикамье (Пермь)                 | 9 (1999/00—2003/04, 2006/07, 2012/13—2014/15)                                    | 311  | 108 | 203 | 34,7 | 6-е (1999/00)                                                    |
| Динамо-ЛО (Сосновый Бор)         | 9 (2016/17 — н.в.)                                                               | 294  | 131 | 163 | 44,6 | 4-е (2024/25)                                                    |
| ЦСКА (Москва)                    | 9 (1992—1999/00)                                                                 | 243  | 147 | 96  | 60,5 | 1-е (1993/94—1995/96)                                            |
| Зенит (Санкт-Петербург)          | 8 (2017/18 — н.в.)                                                               | 267  | 179 | 88  | 67,0 | 2-е (2017/18, 2020/21, 2024/25)                                  |
| Динамо (Краснодар)               | 7 (2010/11—2016/2017)                                                            | 204  | 85  | 119 | 41,7 | 4-е (2010/11)                                                    |
| АСК (Нижний Новгород)            | 6 (2019/20 — н.в.)                                                               | 180  | 54  | 126 | 30,0 | 8-е (2020/21)                                                    |
| Нижний Новгород                  | 5 (2011/12—2015/16)                                                              | 145  | 65  | 80  | 44,8 | 4-е (2012/13)                                                    |
| Луч (Москва)                     | 4 (2002/03—2005/06)                                                              | 139  | 64  | 75  | 46,0 | 5-е (2002/03, 2004/05)                                           |
| Динамо-Янтарь (Калининград)      | 4 (2006/07—2007/08, 2009/10—2010/11)                                             | 112  | 31  | 81  | 27,7 | 6-е (2006/07)                                                    |
| СКА (Ростов-на-Дону)             | 4 (1992/93—1995/96)                                                              | 106  | 47  | 59  | 44,3 | 7-е (1994/95)                                                    |
| Грозный                          | 3 (2012/13—2014/15)                                                              | 90   | 24  | 66  | 26,7 | 11-е (2012/13, 2013/14)                                          |
| Шахтёр (Солигорск, Беларусь)     | 3 (2012/13—2013/14, 2023/24)                                                     | 82   | 27  | 55  | 32,9 | 10-е (2023/24)                                                   |
| Спартак (Москва)                 | 3 (1994/95—1996/97)                                                              | 68   | 21  | 47  | 30,9 | 7-е (1995/96)                                                    |
| Локомотив (Харьков, Украина)     | 3 (2011/12—2013/14)                                                              | 68   | 16  | 52  | 23,5 | 7-е (2011/12)                                                    |
| Тюмень                           | 2 (2009/10, 2013/14)                                                             | 56   | 10  | 46  | 17,9 | 12-е (2009/10)                                                   |
| Левша (Тула)                     | 2 (1993/94—1994/95)                                                              | 52   | 20  | 32  | 38,5 | 10-е (1994/95)                                                   |
| Сочи-93 (Сочи)                   | 2 (1992/93—1993/94)                                                              | 52   | 5   | 47  | 9,6  | 11-е (1992/93)                                                   |
| Строитель (Минск, Беларусь)      | 2 (2011/12, 2022/23)                                                             | 50   | 6   | 44  | 12,0 | 16-е (2022/23)                                                   |
| Энергетик (Саратов)              | 1 (2000/01)                                                                      | 42   | 8   | 34  | 19,0 | 12-е (2000/01)                                                   |
| Металлоинвест (Старый Оскол)     | 1 (2008/09)                                                                      | 34   | 10  | 24  | 29,4 | 11-е (2008/09)                                                   |
| Нефтехимик (Салават)             | 1 (2005/06)                                                                      | 34   | 9   | 25  | 26,5 | 12-е (2005/06)                                                   |
| ЦСКА-2 (Москва)                  | 1 (1992/93)                                                                      | 26   | 4   | 22  | 15,4 | 12-е (1992/93)                                                   |
| Торпедо (Челябинск)              | 1 (1994/95)                                                                      | 26   | 1   | 25  | 3,8  | 12-е (1994/95)                                                   |

1. Указаны современные или последние названия клубов на момент их выступлений в Суперлиге.
2. В таблице учтены технические победы и поражения, не учтены матчи переходных турниров и аннулированные результаты плей-офф сезона-2019/2020.

В рамках чемпионатов России проводились также турниры команд высшей лиги «А», высшей лиги «Б» и первой лиги (эта система действовала с сезона 1999/2000 годов).
Изначально, в 1993—1995 годах, дивизионов было три: высшая, первая и вторая лиги. Начиная с сезона-1995/96, высшая лига преобразована в Суперлигу, первая была названа высшей, а вторая — первой. В 1997/98 и 1998/99 годах команды Суперлиги были разделены на две группы — «А» и «Б», звание чемпионов России оспаривали только участники суперлиги «А». В 2011 году первая лига упразднена и создана Молодёжная лига, для участия в которой клубам Суперлиги было разрешено заявлять игроков не старше 21 года и трёх игроков (с 2012 года — одного игрока) без ограничения возраста.
| Градация команд по дивизионам | Градация команд по дивизионам | Градация команд по дивизионам | Градация команд по дивизионам | Градация команд по дивизионам | Градация команд по дивизионам | Градация команд по дивизионам | Градация команд по дивизионам |
| Сезон                         | I                             | II                            | III                           | IV                            | V                             | МВЛ                           | Всего                         |
| ----------------------------- | ----------------------------- | ----------------------------- | ----------------------------- | ----------------------------- | ----------------------------- | ----------------------------- | ----------------------------- |
| 1992                          | (7)                           |                               |                               |                               |                               |                               | 7                             |
| 1992/1993                     | Вл (12)                       | 1л (14)                       | 2л (24)                       |                               |                               |                               | 50                            |
| 1993/1994                     | Вл (12)                       | 1л (18)                       | 2л (30)                       |                               |                               |                               | 60                            |
| 1994/1995                     | Вл (12)                       | 1л (18)                       | 2л (22)                       |                               |                               |                               | 52                            |
| 1995/1996                     | СЛ (8)                        | Вл (12)                       | 1л (23)                       | 2л (23)                       |                               |                               | 66                            |
| 1996/1997                     | СЛ (8-2)                      | Вл (13+2)                     | 1л (22)                       | 2л (22)                       |                               |                               | 65                            |
| 1997/1998                     | СА (6)                        | СБ (6)                        | Вл (12)                       | 1л (21)                       | 2л (16)                       |                               | 61                            |
| 1998/1999                     | СА (6)                        | СБ (6)                        | Вл (12)                       | 1л (21)                       | 2л (15)                       |                               | 60                            |
| 1999/2000                     | СЛ (12)                       | ВА (12)                       | ВБ (23)                       | 1л (20)                       |                               |                               | 67                            |
| 2000/2001                     | СЛ (12)                       | ВА (12)                       | ВБ (25)                       | 1л (21)                       |                               | Дубли (12)                    | 82                            |
| 2001/2002                     | СЛ (12)                       | ВА (12)                       | ВБ (25)                       | 1л (23)                       |                               | Дубли (12)                    | 84                            |
| 2002/2003                     | СЛ (12)                       | ВА (12)                       | ВБ (28)                       | 1л (23)                       |                               |                               | 75                            |
| 2003/2004                     | СЛ (14)                       | ВА (10)                       | ВБ (28)                       | 1л (30)                       |                               |                               | 82                            |
| 2004/2005                     | СЛ (14)                       | ВА (12)                       | ВБ (26)                       | 1л (33)                       |                               |                               | 85                            |
| 2005/2006                     | СЛ (12)                       | ВА (12)                       | ВБ (29)                       | 1л (29)                       |                               |                               | 82                            |
| 2006/2007                     | СЛ (12)                       | ВА (12)                       | ВБ (29)                       | 1л (26)                       |                               |                               | 79                            |
| 2007/2008                     | СЛ (12)                       | ВА (12)                       | ВБ (28)                       | 1л (31)                       |                               |                               | 83                            |
| 2008/2009                     | СЛ (12)                       | ВА (13)                       | ВБ (27)                       | 1л (33)                       |                               |                               | 85                            |
| 2009/2010                     | СЛ (12)                       | ВА (12)                       | ВБ (23)                       | 1л (21)                       |                               |                               | 68                            |
| 2010/2011                     | СЛ (12)                       | ВА (12)                       | ВБ (23)                       | 1л (24)                       |                               |                               | 71                            |
| 2011/2012                     | СЛ (16)                       | ВА (12)                       | ВБ (35)                       |                               |                               | (12)                          | 75                            |
| 2012/2013                     | СЛ (16)                       | ВА (12)                       | ВБ (34)                       |                               |                               | (12)                          | 74                            |
| 2013/2014                     | СЛ (16)                       | ВА (12)                       | ВБ (30)                       |                               |                               | (14)                          | 72                            |
| 2014/2015                     | СЛ (14)                       | ВА (12)                       | ВБ (25)                       |                               |                               | (14)                          | 65                            |
| 2015/2016                     | СЛ (14)                       | ВА (12)                       | ВБ (18)                       |                               |                               | (14)                          | 58                            |
| 2016/2017                     | СЛ (14)                       | ВА (12)                       | ВБ (14)                       |                               |                               | (14)                          | 54                            |
| 2017/2018                     | СЛ (14)                       | ВА (11)                       | ВБ (15)                       |                               |                               | (14)                          | 54                            |
| 2018/2019                     | СЛ (14)                       | ВА (13)                       | ВБ (11)                       |                               |                               | (14)                          | 52                            |
| 2019/2020                     | СЛ (14)                       | ВА (18)                       | ВБ (11)                       |                               |                               | (16)                          | 59                            |
| 2020/2021                     | СЛ (14)                       | ВА (16)                       | ВБ (10)                       |                               |                               | (14)                          | 54                            |
| 2021/2022                     | СЛ (14)                       | ВА (16)                       | ВБ (10)                       |                               |                               | (14)                          | 54                            |
| 2022/2023                     | СЛ (16)                       | ВА (16)                       | ВБ (8)                        |                               |                               | (16)                          | 56                            |
| 2023/2024                     | СЛ (16)                       | ВА (14)                       | ВБ (11)                       |                               |                               | (16)                          | 57                            |
| 2024/2025                     | СЛ (15)                       | ВА (14)                       | ВБ (8)                        |                               |                               | (16)                          | 53                            |

Сокращения: СЛ — Суперлига, СА — суперлига «А», СБ — суперлига «Б», Вл — высшая лига, ВА — высшая лига «А», ВБ — высшая лига «Б», 1л — первая лига, 2л — вторая лига.
В скобках указано количество команд.
В сезоне-1996/97 «Самотлор» и «Спартак» (Москва) начинали турнир в суперлиге, потеряли в ней место по итогам предварительного этапа и завершали чемпионат в высшей лиге.
В сезонах-2011/12—2013/14 в Суперлиге играли 14 российских команд и две иностранные (из Беларуси и Украины), в сезонах-2022/23—2023/24 принимали участие белорусские команды. В высшую лигу «Б» с 2023 года заявлена команда из Абхазии.

## Легионеры
Команды Суперлиги и высшей лиги «А» имеют возможность формировать свои составы, приглашая игроков из зарубежных стран. Регламентом Всероссийской федерации волейбола установлен довольно жёсткий, по сравнению с чемпионатами других европейских стран, лимит на легионеров и натурализованных игроков — каждой команде разрешается заявить не более двух иностранцев и не более одного игрока, сменившего волейбольное гражданство.
Следствием жёсткого регламента является высокий уровень мастерства приглашаемых легионеров. В частности в разные годы за команды из России выступали олимпийские чемпионы Гёйдо Гёртзен из Нидерландов, Игор Вушурович, Владимир Грбич, Никола Грбич, Велько Петкович из Сербии, Данте и Жиба из Бразилии, Женя Гребенников из Франции и почти вся сборная США, завоевавшая золотые медали на Олимпийских играх в Пекине-2008 — Ллой Болл, Габриэл Гарднер, Дэвид Ли, Ричард Лэмбурн, Райан Миллар, Уильям Придди, Шон Руни, Клейтон Стэнли, Кевин Хансен.
Участниками чемпионатов России также были также чемпионы мира бразильцы Виссотто и Марлон, поляк Фабьян Джизга, чемпионы Европы из Италии, Испании, Польши, Сербии и Франции, в чемпионате России-2005/06 играли 8 представителей Кубы. Самым первым легионером из дальнего зарубежья был камерунец Дан Су Соманжи, игравший в чемпионате России-1996/97 за московский «Спартак».
В 2014—2015 годах ряд заметных легионеров (Георг Грозер, Ореоль Камехо, Эрвин Нгапет, Маркус Нильссон, Бьорн Андре, Тодор Алексиев, Валерио Вермильо) покинули Суперлигу из-за сокращения бюджетов их клубов, позже некоторые из них вернулись в чемпионат. Начиная с 2017—2018 года, клубы Суперлиги начали привлекать молодых и перспективных иностранных игроков, таких как Никола Йовович, Сэм Деру, Кристиан Падар, Дражен Лубурич, Маркус Бёме, Лаури Керминен, Бартош Беднож и др. Вместе с тем, приглашались и уже состоявшиеся звёзды волейбола: Тине Урнаут, Петар Крсманович, Тимофей Жуковский, Цветан Соколов, Женя Гребенников, Мика Кристенсон и др.
В 2022 году, несмотря на спортивную изоляцию России, многим клубам всё же удалось удержать игравших (Женя Гребенников, Марко Ивович, Никола Йовович, Мохаммед Аль-Хачдади, Дражен Лубурич, Мика Кристенсон) и приглашать новых или знакомых с турниром (Мэттью Андерсон, Сэм Деру, Максимилиано Каванна, Амирхоссейн Эсфандиар) иностранцев.

## Система видеоповторов
В плей-офф Открытого чемпионата России-2011/12 на полуфиналах между «Зенитом» и новосибирским «Локомотивом» в Казани, московским «Динамо» и «Искрой» в Москве и во всех матчах финальной серии впервые применялась система видеоповторов. Поводами для её появления в российском волейболе стали успешный опыт «Финала четырёх» Кубка Польши 2010 года и «Финала четырёх» Лиги чемпионов 2012 года, а также скандал во время пятого матча четвертьфинальной серии чемпионата России-2010/11 между «Зенитом» и «Ярославичем», в котором признанные ошибочными действия первого судьи повлияли на исход матча и всей серии в пользу казанской команды, а сам арбитр был дисквалифицирован на матчи плей-офф до конца сезона.
Главный тренер команды имеет право два раза за партию обратиться к первому судье с запросом на применение видеопросмотра. В том случае, если решение судейской бригады после просмотра соответствует мнению команды, подавшей запрос, то она в этой партии получает ещё одну возможность запросить видеоповтор. Данная система разрешает спорные эпизоды при определении места касаний мячом игровой площадки, касаний антенн, заступов при выполнении подачи или атаки с задней линии, перехода средней линии.
С сезона-2013/14 система видеоповторов в обязательном порядке используется на всех матчах Суперлиги.